# آنگنیه‌تا ایکمانر

آنگنیه‌تا ایکمانر (سوئدی: Agneta Ekmanner؛ ‏ تلفظ سوئدی: [aŋˈnêːta]؛ زادهٔ ۴ دسامبر ۱۹۳۸) بازیگر اهل سوئد است.
از فیلم‌هایی که وی در آن نقش داشته‌است، می‌توان به در حضور یک دلقک، برادران موتزارت و پر اشاره کرد.